# Chiesa dei Santi Vito, Modesto e Crescenzia (San Vito di Leguzzano)
La chiesa dei Santi Vito, Modesto e Crescenzia è la parrocchiale di San Vito di Leguzzano, in provincia e diocesi di Vicenza; fa parte del vicariato di Castelnovo-Malo.

## Storia
La presenza di una chiesa a San Vito, che era già parrocchiale, è attestata già nel XIII secolo. Questa chiesa subiva l'influenza della pieve di Schio. Nel 1630 fu scorporata dalla parrocchia di San Vito quella di San Valentino in Leguzzano. L'attuale parrocchiale venne costruita su progetto del bassanese Giovanni Miazzi tra il 1749 e il 1763. La facciata fu realizzata tra il 1875 ed il 1885. La torre campanaria, che è l'unica ottagonale della diocesi di Vicenza e che è alta 64 metri, venne eretta su disegno di Vittorio Barichella tra il 1895 ed il 1902. Ospita 3 campane in Re3 (Re3, Mi3, Fa#3) elettrificate alla veronese realizzate dalla ditta De Poli di Udine nel 1886. Si tratta di un concerto discreto, il suono del campanone è compromesso da una saldatura effettuata in seguito ad una crepa. È presente anche una campanella in disuso in Sol4 fusa dai De Maria di Vicenza nel 1668.

## Interno
All'interno della parrocchiale di San Vito di Leguzzano sono presenti diverse opere di Giovanni Battista Maganza, realizzate nel XVI secolo, e dipinti seicenteschi di Francesco Maffei. La pala dell'altar maggiore raffigurante  Madonna con Bambino e i SS. Vito, Modesto e Crescenzia è opera di Francesco Lorenzi, 1723-1787, valente allievo di G.B. Tiepolo, restaurata da Franco Zorzi nel 1987-1988.